# Рае (грузинська літера)
Рае (რაე, [raɛ]) — сімнадцята літера грузинської абетки.
Приголосна літера. Вимовляється як українська [ р ] (МФА /r/). За міжнародним стандартом ISO 9984 транслітерується як r.

## Історія
| Асомтаврулі | Нусхурі | Мхедрулі |
| ----------- | ------- | -------- |
|             |         |          |

## Юнікод
- Ⴐ : U+10B0
- რ : U+10E0